# 佐藤東里
佐藤 東里（さとう とうり、1929年3月16日 - 2005年8月30日）は、日本の経営者。日立マクセル社長を務めた。

## 来歴・人物
東京都出身。1953年に東京大学経済学部商業学科を卒業し、同年に日立製作所に入社。1985年6月に取締役に就任し、1987年6月に常務、1989年6月に専務を経て、1993年6月に副社長に就任し、1995年6月には社長に昇格。1999年6月に会長を経て、2001年6月には相談役に就任。
2005年8月30日に心不全のために死去。76歳没。